# Віллі Марінфельд
Віллі Марінфельд (нім. Willy Marienfeld; 1 жовтня 1897, Реппен, Німецька Імперія — 7 червня 1944, Констанца, Румунське королівство) — німецький офіцер, оберстлейтенант резерву вермахту (25 травня 1944). Кавалер Лицарського хреста Залізного хреста з дубовим листям.

## Біографія
Учасник Першої світової війни.В 1919 році демобілізований, працював учителем середньої школи. В серпні 1939 року призваний в армію і призначений ордонанс-офіцером 1-го батальйону 122-го піхотного полку 50-ї піхотної дивізії. Учасник Польської, Французької і Балканської кампаній, а також Німецько-радянської війни. З лютого 1942 року — командир 2-го батальйону 123-го гренадерського полку своєї дивізії. Відзначився у боях під Севастополем. З 1 лютого 1944 року — командир свого полку, з яким брав участь у боях в Криму. Був тяжко поранений і помер у шпиталі.

## Нагороди
- Залізний хрест 2-го і 1-го класу
- Почесний хрест ветерана війни з мечами
- Застібка до Залізного хреста
  - 2-го класу (16 вересня 1939)
  - 1-го класу (3 липня 1940)
- Сертифікат Пошани Головнокомандувача Сухопутних військ Вермахту (25 травня 1942)
- Лицарський хрест Залізного хреста з дубовим листям
  - лицарський хрест (17 серпня 1942)
  - дубове листя (№ 482; 25 травня 1944)
- Медаль «За зимову кампанію на Сході 1941/42»
- Кримський щит
- Кубанський щит